# Pasiecznik (Neder-Silezië)
Pasiecznik is een dorp in de Poolse woiwodschap Neder-Silezië. De plaats maakt deel uit van de gemeente Lubomierz.